# Natsumi Tsunoda
Natsumi Tsunoda (Yachiyo, 6 de agosto de 1992) é uma judoca japonesa, medalhista olímpica.